# Грејстонс
Грејстонс (енгл. Greystones, ир. Na Clocha Liatha) је град у Републици Ирској, у источном делу државе. Град је у саставу округа округа Виклоу и представља његов други по величини град.

## Природни услови
Град Грејстонс се налази у источном делу ирског острва и Републике Ирске и припада покрајини Ленстер. Град је удаљен 35 километара јужно од Даблина, па спада у његова јужна предграђа.
Бреј је смештен у приобалном подручју источне Ирске, са дугом обалом, која је део Ирског мора. Град се развио у омањој, приобалној равници, иза које се у позађу издижу брда и планине Виклоу. Северно од градског језгра господари Брејско брдо. Надморска висина средишњег дела града је око 20 метара.
Клима: Клима у Грејстонсу је умерено континентална са изразитим утицајем Атлантика и Голфске струје. Стога град одликује блага и веома променљива клима.

## Историја
Подручје Грејстонса било насељено већ у време праисторије. Дато подручје је освојено од стране енглеских Нормана у крајем 12. века.
Први помен Грејстонса био тек 1712. године, као место замка Ретдауна. Насеље се почело развијати око датог замка крајем 18. века. Нагли развој града десио се крајем 19. века, а везан је за градњу железнице од Даблина.
Грејстонс је од 1921. године у саставу Републике Ирске. Развој града започео је тек последњих пола века, када је Ликслип забележио нагли развој и раст. Последњих година град све више постаје предграђе Даблина.

## Становништво
Према последњим проценама из 2011. године. Грејстонс је имао око 10 хиљада становника у граду и 5 хиљада у ширем градском подручју. Последњих година број становника у граду се повећава, а град је један од најбрже растућих у држави (близина Даблина).

## Привреда
Грејстонс се развио у времену нагле индустријализације Ирске од краја 19. века, али је његов развој везан за викенд-туризам. 

## Збирка слика
- Градска црква
- Приобаље у Грејстонсу
- Железничка станица